# Frederic W. Goudy

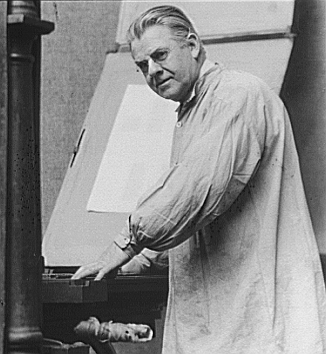
Frederic W. Goudy (foto uit 1924 door Arnold Genthe)

Frederic William Goudy (Bloomington, 8 maart 1865 - Marlborough-on-Hudson, 11 mei 1947) was een Amerikaanse letterontwerper, typograaf, uitgever en leraar.

## Overzicht van zijn leven
1888boekhouder voor kredietverzekeringen- en hypotheekverstrekkers.
1889verhuist naar Chicago, en werkt als vastgoedmakelaar.
1892lanceert de "Modern Advertising" magazine, uitgegeven in een aantal edities.
1895opent een drukkerij workshop in Chicago en drukt de "American Chap-book".
1897ontwerpt zijn eerste lettertype Camelot Old Style. Vervaardigt typografische ontwerpen voor verscheidene uitgeverijen.
1903sticht de "Village Press". De eerste uitgave is een essay van William Morris.
1904zijn publicaties genieten onderscheidingen op de wereldtentoonstelling in St. Louis.
1908de "Village Press" wordt verwoest door brand.
1909-1924de drukkerij wordt heropend onder Goudy's leiding in Forest Hills.
1914tekent een contract met American Type Founders Company aangaande vervaardiging en gebruik van zijn lettertypen.
1916verkoopt 8 nieuwe lettertypen aan Caslon Type Founders in Londen. Vele klanten verzoeken Goudy om lettertypen voor hen te vervaardigen.
1920-1940art consultant voor Lanston Monotype Co.
1924verhuist met zijn uitgeverij naar Marlborough-on-Hudson.
1925opent zijn eigen lettergieterij.
1939de workshop voor letterontwerp, -snijden, -gieten, -zetten, drukken en boekbinden worden door brand verwoest.
1940docentschap voor kalligrafie op de Syracuse Universiteit.
1947de 'Goudyana' tentoonstelling wordt geopend in bijzijn van Goudy, in de "Library of Congress" in Washington. Goudy ontwierp in totaal 116 lettertypen en publiceerde 59 literaire werken.

## Lettertypen
Een aantal bekende lettertypen van Goudy zijn:
- Copperplate Gothic (1901)
- Copperplate (1905)
- Kennerley (1911)
- Goudy™ Old Style (1915)
- Deepdene (1927)
- Remington Typewriter (1929)
- Californian (1938)
- Bulmer (1939)